# ダンバデニヤ
ダンバデニヤ（シンハラ語: දඹදෙණිය、英語: Dambadeniya）は、スリランカの北西部州クルネーガラ県にある古代都市。クルネーガラとニゴンボを結ぶ国道沿いに位置する。1220年、ポロンナルワ王国の都がこの町へ移されたことをきっかけとしてダンバデニヤ王国が成立した。北西部州の州都クルネーガラからは31km離れている。

## 歴史
ポロンナルワ王国の都ポロンナルワがパーンディヤ朝の侵攻とジャフナ王国創始者カリンガ・マーガを受けて陥落したことを受け、当時の国王ウィジャヤバーフ3世は1220年にダンバデニヤへの遷都を実施し、ダンバデニヤ王国を建国した。ダンバデニヤの岩山の上には城壁に守られた要塞が築かれ、街全体も堀や塀によって囲まれた。1236年からはパラークラマバーフ2世が統治し、この時代にダンバデニヤは王都としての最盛期を迎えた。

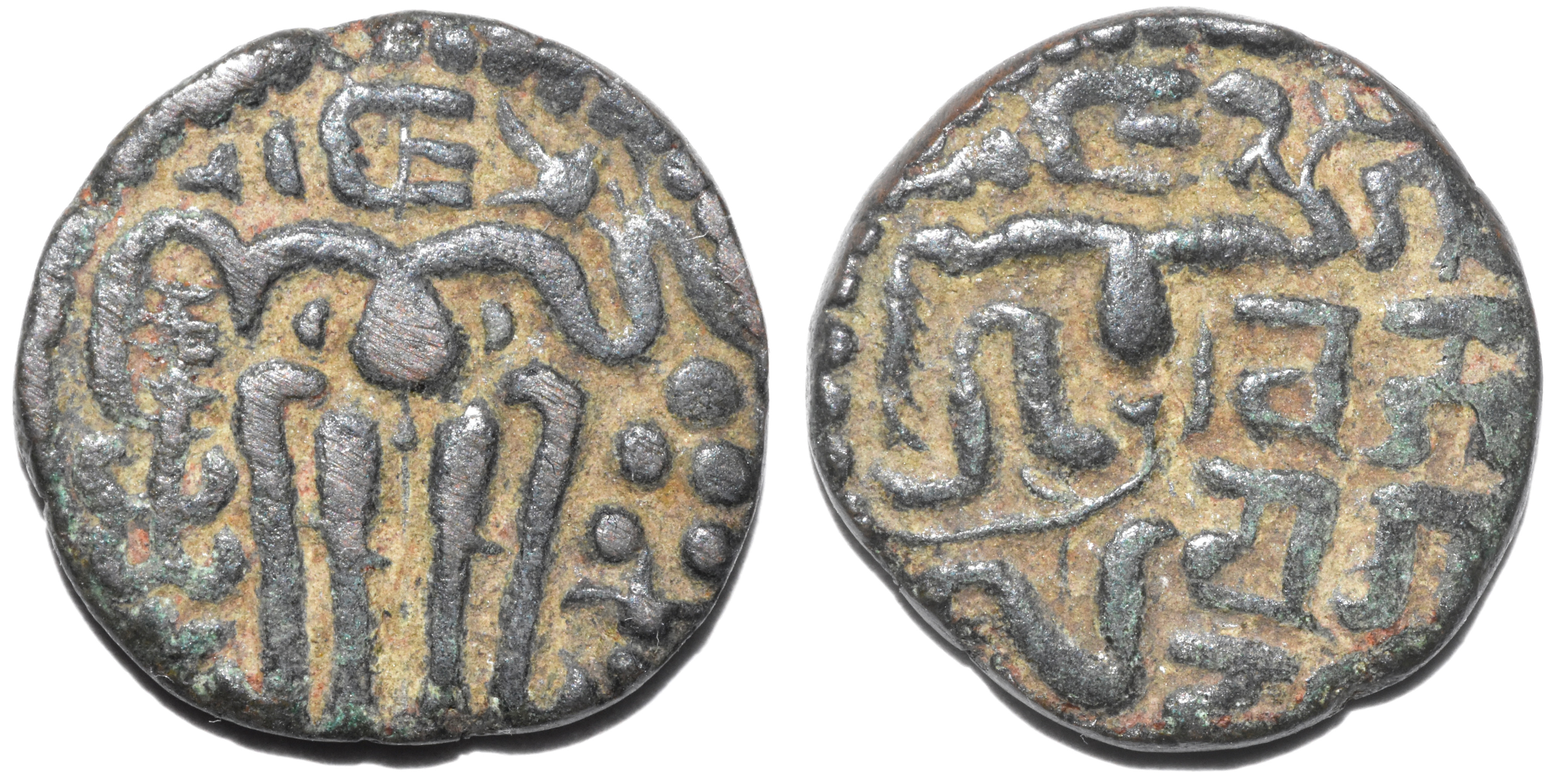
ヴィジャヤバーフ4世が発行したマッサ銅貨

しかし、1270年にパラークラマバーフ2世が死亡し、次期国王が2年目にして暗殺されたことを受け、その次の国王ブヴァナイカバーフ1世は都をヤーパフワへと遷都した。

## 現在の姿
複数回の発掘調査によって王宮や寺院の遺跡が明らかになっている。

## 施設
- ダンバデニヤ古代王国博物館（Dambadeniya Ancient Kingdom Museum）